# Fűrészescsőrű arasszári
A fűrészescsőrű arasszári vagy örvös arasszári (Pteroglossus torquatus) a madarak (Aves) osztályának harkályalakúak (Piciformes) rendjébe, ezen belül a tukánfélék (Ramphastidae) családjába tartozó faj.
A magyar név forrással nincs megerősítve.

## Előfordulása
Mexikó, Belize, Kolumbia, Costa Rica, Ecuador, Salvador, Guatemala, Honduras, Nicaragua, Panama és Venezuela területén honos.

## Alfajai
- Pteroglossus torquatus erythrozonus Ridgway, 1912
- Pteroglossus torquatus nuchalis Cabanis, 1862
- Pteroglossus torquatus torquatus (Gmelin, 1788)

## Megjelenése
Testhossza 39-41 centiméter, átlagos testtömege 230 gramm.
|  |

## Életmódja
Gyümölcsökkel, rovarokkal és a kisebb állatokkal táplálkozik.

## Szaporodása
Természetes, vagy más madarak által elhagyott faodúban fészkel. Fészekalja 3 tojásból áll, melyen 15-18 napig kotlik a két szülő felváltva. A fiókák felnevelésében és etetésében több felnőtt madár is részt vesz.